# Miriama McDowell
Miriama McDowell es una actriz, directora y dramaturga neozelandesa. Se graduó de Toi Whakaari.
McDowell tiene una larga asociación con Massive Theatre Company en Auckland, y ha actuado y dirigido para el Pop-up Globe, incluida la dirección de Much Ado About Nothing, inspirada en Pasifika, que fue revivida para la última temporada del Pop-Up Globe, y una versión femenina de Emilia. Coescribió Cellfish y ha aparecido en numerosas obras de teatro, incluidas Romeo y Julieta y Astroman. Sus apariciones en televisión incluyen Shortland Street, Outrageous Fortune, The Brokenwood Mysteries, la serie de antología Taonga, Interrogation, Hope and Wire, Head High y Find Me a Māori Bride. Los papeles cinematográficos de McDowell incluyen No. 2, The Dark Horse, This is Not My Life, The Great Maiden's Blush y la película de terror Coming Home in the Dark. Ella escribió Te Whare Kapua: The Cloud House para el trigésimo aniversario de Massive Theatre Company.

## Vida personal y educación
McDowell está afiliada a Ngāti Hine y Ngāpuhi. McDowell se educó en la Escuela secundaria para niñas de Auckland y se graduó de Toi Whakaari: Escuela de Drama de Nueva Zelanda en 2002 con una Licenciatura en Artes Escénicas (Actuación). Vive en Auckland con sus dos hijos.

## Trabajos

### Teatro
El debut como directora de McDowell fue con Taki Rua Theatre, con una producción de Nga Pou Wahine de Briar Grace-Smith, que se presentó en Auckland, Whangarei y Kaitaia en 2015. McDowell tiene una larga asociación con Massive Theatre Company en Auckland y la describe como "como un whanau". McDowell dirigió The Island para Massive y la realizó de gira en el Exchange Festival en Escocia en 2016. Su obra Te Whare Kapua: The Cloud House fue escrita para el 30 aniversario de Massive Theatre Company. Se desarrolló del 16 al 20 de febrero de 2021 en Mangere Arts Center, dirigido por Sam Scott, como parte del Auckland Fringe Festival.
McDowell coescribió Cellfish con Jason Te Kare y Rob Mokaraka. Cellfish, sobre una mujer que enseña a Shakespeare en un centro penitenciario para hombres, inauguró el Festival de las Artes de Auckland en 2017 y fue nominada al premio Adam New Zealand Play Award de 2017. McDowell también tenía una fuerte asociación con Pop-Up Globe. Allí actuó en 2016 en Romeo y Julieta mientras reunía material para Cellfish. Luego, a pesar de tener poca experiencia en dirección, fue invitada a dirigir Mucho ruido y pocas nueces en 2017. La producción con infusión de Pasifika presentó a Semu Filipo y Jacque Drew como Benedick y Beatrice y se desarrolló en una plantación de plátanos con Dogberry y Verges funcionando como funcionarios de aduanas a cargo de garantizar que ningún producto ilegal o peligroso ingresara a la isla. La producción fue revivida para la última temporada del Globe en 2019, con Renee Lyons y Rutene Spooner como Beatrice y Benedick. Theo David interpretó a Claudio en ambas producciones.
McDowell dirigió una producción exclusivamente femenina de Emilia de Morgan Lloyd Malcolm en el Pop-up Globe de Auckland en marzo de 2020. La obra fue la última antes de que se desmantelara el Pop-Up Globe, y un crítico dijo: "La karanga conmovedora y estremecedora que lleva a toda la compañía (14 actores y 2 músicos) al escenario da fe del deseo del dramaturgo por cada uno. producción para llevar su propio kaupapa a la puesta en escena y la capacidad de McDowell para llevarlo a casa". La obra habría realizado una gira, pero las restricciones a las reuniones de más de 100 personas debido al brote de COVID-19 en Nueva Zelanda en marzo de 2020 provocaron la cancelación de las representaciones restantes.
McDowell coprotagonizó con Bree Peters el thriller político de Sam Brooks Burn Her, que se presentó ante un público con entradas agotadas en el Q Theatre en agosto de 2018.
En 2019, McDowell protagonizó Astroman de Albert Belz, una producción de la Compañía de Teatro de Auckland y la Compañía de Teatro Te Rēhia en el Q Theatre, como parte del Festival de las Artes de Auckland.
En 2021, McDowell dirigió la obra de Alex Lodge Sing to Me para Taki Rua. Sing to Me se estrenó en el Te Whaea Theatre de Wellington en febrero y realizó una gira por Auckland, Palmerston North, Christchurch y Dunedin.

### Cine y televisión
McDowell ha aparecido en varias series de televisión, incluidas Shortland Street, Outrageous Fortune, The Brokenwood Mysteries, la serie de antología Taonga e Interrogation. Fue nominada a un premio por su papel en Hope and Wire como una mujer de Christchurch que se niega a quedarse en la ciudad después del terremoto de 2011. McDowell interpretó a la matriarca Renee O'Kane en el drama familiar de TV3 Head High, y participó en dos temporadas de la comedia televisiva maorí Find Me a Māori Bride. Dirigió un segmento de la película colaborativa Waru del 2017.
Los papeles cinematográficos incluyen un papel de hermana en la película No. 2 de Toa Fraser y The Dark Horse, y papeles coprotagonistas en el thriller de misterio de 2010 This is Not My Life y The Great Maiden's Blush de 2015.
McDowell protagonizó la película de terror de 2021 Coming Home in the Dark, que se estrenó en el Festival de Cine de Sundance, y Whina (2022), una película biográfica donde McDowell interpreta a una Dame Whina Cooper más joven.